# Антарктичко полуострво
Антарктичко полуострво (69° 30′ S 065° 00′ W / 69.500° Ј; 65.000° З) је најсевернији део копна Антарктика и скоро једини део тог континента који се налази ван Антарктичког поларног круга. Лежи на Западној хемисфери, одмах поред Јужне Америке. Излази из линије између Кејп Адамса у мору Ведел и сеже у копно до јужно од острва Еклунд, све до Прајм Хеда (63º13'S). Антарктичко полуострво има површину од 522,000 km2 (201,545 sq mi), од чега је 80% је покривено ледом.
Упитно је време када је Антарктичко полуострво први пут виђено, али се са сигурношћу зна да се то догодило током треће деценије 19. века. Договором између Надзорног комитета за антарктичка имена САД и британске организације  1964. године решено је имене полуострва. До тада је у САД било звано „Палмерово полуострво“ а у Великој Британији „Грахамова земља“. Грејамова Земља је данас део Антарктичког полуострва северно од од линије коју чине Кејп Џереми и Кејп Агасиз, док је Палмерова Земља део јужно од те линије. У Чилеу Антарктичко полуострво се званично зове Земља Бернарда О'Хигинса по чилеанском патриоти и антарктичком визионару. Остале земље шпанског говорног подручја, укључујући и Аргентину ово полуострво зову Антарктичким (шп. Peninsula Antártica). У Аргентини, која на полуострву има више база и људства од ма које друге земље, полуострво се зове и „Земља Светог Мартина“ (шп. Tierra de San Martín).
Острво је углавном у планинама, а његов највиши врх је отприлике 2.800 метара. Сматра се да су планине наставак Анда из Јужне Америке, а да их спаја подводни гребен. Тај аргумент користе Чиле и Аргентина за своје територијалне претензије. Полуострво има оштре литице са којих се глечери сливају у Ларсенов ледени залив (који је доживео значајно пуцање током 2002. године). Како полуострво има најумеренију климу на Антарктику, на њему, као и на околним острвима, налази се највећа концентрација истраживачких станица на континенту. Залив наде, који се налази на координатама 63° 23′ S 057° 00′ W / 63.383° Ј; 57.000° З, налази се северно од најсервернијег дела полуострва, што је Прајм Хед на 63º13'S.
Морски екосистем око западног континенталног појаса Антарктичког полуострва (WAP) био је подвргнут брзим климатским променама. Током протеклих 50 година, топла, влажна поморска клима северног WAP-а померила се на југ. Ова климатска промена све више замењује некада доминантну хладну, суву континенталну антарктичку климу. Ово регионално загревање изазвало је реакције на више нивоа у морском екосистему, као што су повећан транспорт топлоте, смањен обим и трајање морског леда, локални пад броја Адели пингвина зависних од леда, повећање бројности генту и чинстрап пингвина толерантних на одсуство леда, промене у фитопланктонском и зоопланктонском саставу заједнице, као и промене у регрутовању крила, обиљу и доступности предаторима.

## Историја

### Истраживачке станице
Прве антарктичке истраживачке станице успостављене су током Другог светског рата у оквиру британске војне операције, Операција Табарин.
Педесетих година прошлог века дошло је до значајног повећања броја истраживачких база, јер су се Британија, Чиле и Аргентина такмичиле да полажу право на исту област. Метеорологија и геологија су били примарни предмети истраживања.
С обзиром на то да полуострво има најблажу климу на Антарктику, највећа концентрација истраживачких станица на континенту може се наћи тамо, или на бројним оближњим острвима, и то је део Антарктика који најчешће посећују туристички бродови и јахте. Заузете базе укључују Базу генерал Бернардо О'Хигинс Рикелме, станицу Белинсхаузен, базу Карлини, антарктичку станицу Команданте Фераз, станицу Палмер, истраживачку станицу Ротера и базу Сан Мартин. Данас на Антарктичком полуострву постоје многе напуштене научне и војне базе. Аргентинска база Есперанца била је родно место Емилија Маркоса Палме, прве особе која је рођена на Антарктику.

### Изливања нафте
Потапање аргентинског брода АРА Бахија Парајисо и накнадно изливање нафте од 170.000 US gal (640.000 l; 140.000 imp gal) догодило се у близини Антарктичког полуострва 1989. године.

## Геологија
Антарктик је некада био део суперконтинента Гондвана. Изданци из овог времена укључују ордовицијумске и девонске граните и гнајсе пронађене у Скар затону и полуострву Јорг, док је карбонско-тријаска полуострвска група Тринити сачињена од седиментних стена које су видљиве у заливу Хоуп и каналу Принца Густава. Вулканске стене Ватреног прстена еруптирале су у јури, распадом Гондване и изрониле су у источној Грајамовој земљи као наслаге вулканског пепела. Вулканизам дуж западне Грајамове земље датира од креде до данашњих времена, а изданци се налазе дуж мореуза Герлаш, канала Лемеар, Аргентинских острва и острва Аделејд. Ове стене у западној Грајамовој земљи укључују андезитску лаву и гранит из магме, и указују на то да је Грајамова земља била наставак Анда. Ова линија вулкана повезана је са субдукцијом Фениксове плоче. Метаморфизам повезан са овом субдукцијом је очигледан у Шкотском метаморфном комплексу, који излази на Слоновско острво, заједно са острвима Кларенс и Смит на Јужним Шетландским острвима. Дрејков пролаз је отворен пре око 30 Ма пошто се Антарктик одвојио од Јужне Америке. Јужно Шетландско острво се одвојило од Грајамове земље пре око 4 Ма као вулкански рифт настао унутар Брансфилдовог мореуза. Три успавана подморска вулкана дуж ове пукотине укључују Акс, Три сестре и Орку. Острво Десепшон је активни вулкан на јужном крају ове зоне расцепа. Значајне фосилне локације укључују групу фосилних прелива од касне јуре до ране креде на Александровом острву, седименте из ране креде на полуострву Бајерс и острву Ливингстон и седименте на острву Сејмур, који укључују кредно изумирање.